# Jan Vermeer van Haarlem

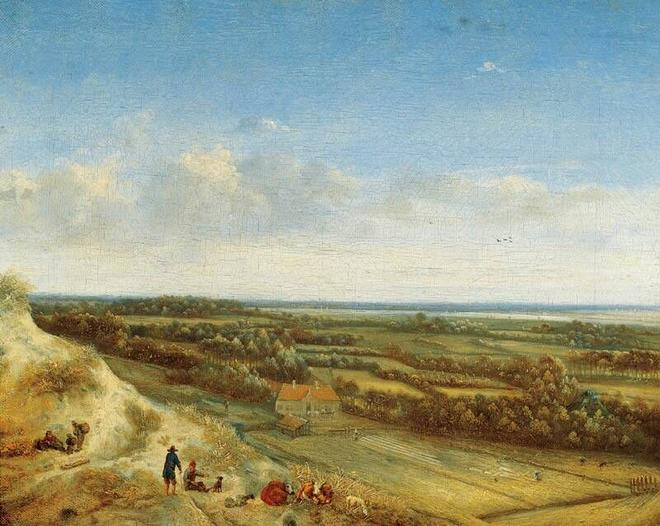
Vista de Haarlem desde las dunas, óleo sobre tabla, 28 x 35 cm, Haarlem, Frans Hals Museum.

Jan Vermeer van Haarlem (Haarlem, 1628-1691) fue un pintor barroco neerlandés especializado en la pintura de paisajes.
Hijo de un comerciante de obras de arte, fue bautizado el 22 de octubre de 1628. Hacia 1638 entró como aprendiz en el taller de Jacob de Wet y en 1654 ingresó en el gremio de San Lucas de Haarlem. El mismo año contrajo matrimonio con Aeltje Bosvelt con quien tuvo dos hijos también pintores: Jan van der Meer II (1656-1705) y Barend van der Meer (1659-c. 1703), especializado en la pintura de bodegones.
Fue casi exclusivamente pintor de paisajes en un estilo cercano al de Jacob van Ruisdael, con un punto de vista elevado y alternando las zonas de sombra y las iluminadas. Desempeñó los cargos de decano y administrador de la guilda de San Lucas en distintos años entre 1663 y 1678 y actuó como perito tasador en la quiebra de Jan de Bray, además de colaborar en operaciones de restauración y venta de diversas colecciones de pintura.